# Erik Möller
Erik Möller (sinh năm 1979) là một nhà báo tự do, nhà phát triển phần mềm, tác giả và cựu phó giám đốc người Đức của Wikimedia Foundation (WMF), có trụ sở tại San Francisco, Mỹ. Möller còn là nhà thiết kế web và trước đó đã từng quản lý dịch vụ lưu trữ web của riêng mình tên gọi myoo.de.

## Sự nghiệp viết lách
Möller là tác giả của cuốn sách Die heimliche Medienrevolution – Wie Weblogs, Wikis und freie Software die Welt verändern ("Cuộc cách mạng truyền thông bí mật: Weblog, wiki và phần mềm tự do thay đổi thế giới như thế nào"). Trong cuốn sách, Möller thảo luận về sự phát triển của một loại hình báo chí tương đương với phong trào nguồn mở trên các phương tiện truyền thông công dân và blog, mặc dù chỉ ra rằng hầu hết các blog không cạnh tranh với các phương tiện truyền thông chính thống. Cuốn sách được Heinz Heise xuất bản lần đầu tiên vào năm 2005 và ấn bản thứ hai được xuất bản vào năm 2006, với các chương được cập nhật và sửa đổi. Một bài đánh giá trên Berliner Literaturkritik's cho thấy những lời khuyên thiết thực nhưng cho rằng cuốn sách tập trung quá nhiều vào các chi tiết kỹ thuật. Tác phẩm của Möller được trích dẫn trong cuốn sách năm 2006 mang tên Wiki: Web collaboration, in a section discussing "Wikis as an Engine for Social Change", và thuật ngữ "cuộc cách mạng truyền thông bí mật" của ông được sử dụng. Các tác giả nhận xét: "Möller cung cấp một cái nhìn toàn diện về các vấn đề và giải pháp khả thi trong việc xử lý những tranh cãi khó khăn và phá hoại trong môi trường blog và wiki."
Trong nghiên cứu trước đây trên Wikipedia, Möller đã phát hiện ra rằng vào năm 2003, bản chất nguồn mở của Wikipedia thu hút sự quan tâm của nhiều cá nhân, nhưng cũng dẫn đến khoảng trống trong các chủ đề mà các chuyên gia quan tâm. Một số nghiên cứu của ông được đăng trên tạp chí Telepolis, nơi ông so sánh Wikipedia với bách khoa toàn thư đa phương tiện kỹ thuật số Microsoft Encarta. Trong bài báo năm 2003 của mình có tựa đề Das Wiki-Prinzip: Tanz der Gehirne ("Nguyên tắc Wiki: Vũ điệu của bộ não"), ông đưa ra một số thông tin cơ bản về Wikipedia và wiki, cũng như những gì ông thấy như lợi ích của dự án, các cách để ngăn chặn hành vi phá hoại đối với các bài viết và nghi thức xã giao của người dùng Wikipedia.

## Các dự án dựa trên web
Möller, sở hữu tấm bằng tốt nghiệp về khoa học máy tính (Dipl.-Inform. FH), là chủ sở hữu và người tạo ra trang web Infoanarchy chứa đựng thông tin về công nghệ chia sẻ tập tin và P2P. Ông còn tham gia vào việc phát triển trang web FreedomDefined website.
Tại một hội nghị blogger năm 2005 ở Berlin, Möller đã có buổi thuyết trình về tổ chức Open Source Initiative (Sáng kiến Nguồn mở), kiến thức miễn phí và Wikinews, thảo luận về sáng kiến này trong bối cảnh các mô hình khác được sử dụng bởi Slashdot, Kuro5hin, Daily Kos và số khác. Tại một hội nghị của Áo về wiki ở Vienna năm 2005, Möller đã thảo luận về những ưu điểm của việc sử dụng wiki để biên soạn dữ liệu thống kê, nói rằng wiki khuyến khích sự minh bạch nội bộ và sự tham gia nhiều hơn giữa các đồng sự.